# Montebello (Quebec)
Montebello es un municipio canadiense situado en la provincia de Quebec.

## Superficie
Montebello tiene una superficie de 8,6 km².

## Demografía
En 2021, tenía 934 habitantes, una densidad poblacional de 108,7 hab./km², y 517 viviendas.